# Saint-André-de-la-Roche
Saint-André-de-la-Roche är en kommun i departementet Alpes-Maritimes i regionen Provence-Alpes-Côte d'Azur i sydöstra Frankrike. Kommunen ligger  i kantonen Nice 13e Canton som ligger i arrondissementet Nice. År 2022 hade Saint-André-de-la-Roche 5 877 invånare.

## Befolkningsutveckling
Antalet invånare i kommunen Saint-André-de-la-Roche
Referens: INSEE